# Mezinárodní letiště Daniela Haličského Lvov
Mezinárodní letiště Daniela Haličského Lvov (ukrajinsky Міжнародний аеропорт Львів імені Данила Галицького, Mížnarodnyj aeroport Ľviv Danyla Halyckoho) je největší letiště na západě Ukrajiny. Nachází se 7 km od centra Lvova. Otevřeno bylo v roce 1929 jako náhrada za první lvovské letiště Levandivka. V roce 2012 byl otevřený nový terminál A, zároveň byla zakončena rekonstrukce vzletové a přistávací dráhy, po které může obsluhovat letouny větších rozměrů.

## Historie
První lvovské letiště Levandivka bylo postaveno za vlády Rakouska-Uherska v roce 1914 pro vojenské účely. Od roku 1922 se začalo využívat pro civilní lety. Letecké spojení obsluhovaly letouny Junkers F 13 firmy Aerolloyd, jenž létaly denně na trase Gdaňsk – Varšava – Lvov.
Po vypuknutí Druhé světové války již prvního dne 1. září 1939 v 11 hodin dopoledne bylo lvovské letiště bombardováno. Nálet provedlo 30 bombardérů Štuka 4. bombardovacího pluku Luftwaffe, jimž pomáhaly letouny Slovenských vzdušných sil. Během několika dní bylo letiště evakuováno. Následkem bombardování vzletové a přistávací dráhy byly těžce poškozeny.
Po rozpadu Sovětského svazu strmě upadlo množství leteckých spojení, ale letiště obnovilo mezinárodní status. K Summitu hlav států střední a východní Evropy, který se konal ve Lvově v roce 1999, bylo letiště kompletně zrekonstruováno.
27. července 2002 havaroval na letišti při letecké přehlídce letoun Suchoj Su-27, v důsledku čehož zemřelo 77 lidí a přes 500 jich b\lo zraněno.
V letech 2009 - 2012 v rámci příprav k Mistrovství Evropy ve fotbale 2012 byla provedena rekonstrukce starého terminálu, byl postaven nový moderní terminál a byla zrekonstruována vzletová a přistávací dráha, jenž byla prodloužená z 2510 do 3305 metrů, aby mohla přijímat letouny třídy D.
V roce 2012 bylo letiště nazváno jménem krále Haličsko-volyňské Rusi Daniela Haličského, který město Lvov založil.

## Letecká spojení
| Letecká společnost             | Původ       | Destinace |
| ------------------------------ | ----------- | --- |
| airBaltic                      | Lotyšsko    | Sezónní Riga |
| Austrian Airlines              | Rakousko    | Vídeň |
| Azur Air Ukraine               | Ukrajina    | Sezónní Antalya, Dalaman, Šarm aš-Šajch                                                                                     |
| Belavia                        | Bělorusko   | Minsk |
| Buta Airways                   | Ázerbájdžán | Baku |
| EllinAir                       | Řecko       | Sezónní Heráklion, Soluň |
| Jonika Airlines                | Ukrajina    | Sezónní Atény, Hurghada, Šarm aš-Šajch                                                                                      |
| LOT Polish Airlines            | Polsko      | Varšava |
| Lufthansa                      | Německo     | Mnichov |
| Pegasus Airlines               | Turecko     | Istanbul |
| Ryanair                        | Irsko       | Krakov, Londýn-Stansted, Memmingen, Varšava, Weeze                                                                          |
| SkyUp                          | Ukrajina    | Charkov, Kyjev, Paříž-Beauvais, Praha, Tel Aviv Sezónní Alicante, Antalya, Hurghada, Monastir, Šardžá, Šarm aš-Šajch, Tivat |
| Turkish Airlines               | Turecko     | Istanbul |
| Ukraine International Airlines | Ukrajina    | Kyjev, Madrid Sezónní Antalya, Barcelona, Bodrum, Bologna, Hurghada, Šarm aš-Šajch                                          |
| Windrose Airlines              | Ukrajina    | Kyjev Sezónní Antalya, Burgas, Heraklion, Hurghada, Rhodos                                                                  |
| Wizz Air                       | Maďarsko    | Berlín-Schönefeld, Bratislava, Dortmund, Frankfurt, Gdaňsk, Katowice, Kodaň, Larnaka, Londýn, Vilnius, Vratislav, Pardubice |

3/2020, zdroj: lwo.aero

## Statistika
|                        |
| obnoveno 3. ledna 2020 |